# Vlag van Norg

Vlag van Norg
(1974-1998)

De vlag van Norg werd op 11 januari 1974 bij raadsbesluit vastgesteld als de gemeentelijke vlag van de Drentse gemeente Norg. De vlag kan als volgt worden beschreven:
Gekwartierd van rood en wit op de scheiding van broeking en vlucht; aan de broeking boven een wit steigerend paard en onder een rode vierkante schans.
De kleuren van de vlag zijn ontleend aan het gemeentewapen, evenals de stukken. Het paard staat voor de jaarlijkse paardenmarkt die in de gemeente wordt gehouden. De vesting staat voor de Zwartendijksterschans, onderdeel van de Friese waterlinie.
In 1998 ging Norg op in de gemeente Noordenveld. Hierdoor kwam de gemeentevlag te vervallen.

## Verwant symbool

Wapen van Norg (1968)

Anloo 
· Beilen 
· Borger 
· Dalen 
· Diever 
· Dwingeloo 
· Eelde 
· Gasselte 
· Gieten 
· Havelte 
· Nijeveen 
· Norg 
· Odoorn 
· Oosterhesselen 
· Peize 
· Roden 
· Rolde 
· Ruinen 
· Ruinerwold 
· Schoonebeek 
· Sleen 
· Smilde 
· Vledder 
· Vries 
· Westerbork 
· de Wijk 
· Zuidlaren 
· Zuidwolde 
· Zweeloo